# Axel Valdemar Hansen
Axel Valdemar Hansen var en dansk friidrottare medlem i Københavns Idræts Forening. Han blev dansk mästare på 1 mile 1896 med tiden 4:53.0 och var tvåa i det första danska mästerskapet två år tidigare. Han vann i Sverige Dicksonpokalen 1897 på 1 mile på tiden 5:01.0..